# Jan Andersson
Jan Olof Andersson, conhecido como Janne Andersson, (Halmstad, 29 de setembro de 1962) é um treinador e ex-futebolista sueco. Dirige a Seleção Sueca de Futebol desde 2016, sucedendo a Erik Hamrén.

## Títulos
IFK Norrköping
- Allsvenskan: 2015

Individual
- Allsvenskan Coach of the year: 2015[4]
- Idrottsgalan Coach of the year: 2019[5]